# 祈祷書 (正教会)
本項は正教会における祈祷書を扱う。

## 意義
正教会では祈祷に祈祷書を用い、定型の祈祷文を唱える。この祈祷文は祝文とも言われる。教会に伝承されてきた祈祷文を用いて祈る事で、何を祈ればいいのかを祈祷文が教えてくれるのであり、その中で祈りが成長していくとされる。また祈りには祈祷文を唱えたり聞いたりする事のみならず、献灯や、十字を画くこと、イコンを見る事なども含まれるが、そうした行為を通して、口をただ動かすのではなく、心からの祈りを持つようにしていく事が大事であるとされる。
また、祈祷文の内容から、信徒は教理の理解を深める事が出来るとされる。聖イグナティイ・ブリャンチャニノフは、「定期的に教会に通って、祈りと詠歌に真剣に耳を傾ける正教徒なら"信仰（の分野）に必要なもの"を全て修得できる」と述べている。正教会の祈祷文は教理についての伝統的理解が豊富に含まれるものとなっており、同時に美を放っているとされる。

## 種別
教衆・一般信徒の別を問わず、正教会で年間を通じて用いられる祈祷書として、以下がある。
- 三歌経（歌経）…二冊に便宜上分かれているが、原型は一つ
  - 三歌斎経（希: Τριῴδιον κατανυκτικόν, 露: Триодь постная, 英: Lenten Triodion）
  - 五旬経（希: Πεντηκοστάριον, 露: Трио́дь цветная, 英: Pentēcostarion）
- 月課経（希: Μηναίον, 露: Минея, 英: Mēnaion）
  - 祭日経…月課経の抄録
- 八調経（希: Ὀκτώηχος, 露: Октоих, 英: Octoechos or Paraklētikē）
- 時課経（希: ῾Ωρολόγιον, 露: Часослов, 英: Horologion）

歌経は大斎準備期間から、五旬祭期の終わりまで、祈祷構成の中核を担う。月課経は日付を基にした祈祷書であり、日付で固定されている各種祭日・斎日、聖人の記憶日、特定のイコンの記憶日などにあたっての祈祷文が収められている。このため、新たな聖人が列聖されればその聖人に対する祈祷文が順次追加されていくこととなる。八調経は八調に基づき、曜日の奉事が収録されている。時課経は時を基にした祈祷書である。
基本的に時課は、【時課経】＋【歌経、月課経、八調経】の組み合わせで構成され、時課経は一日の祈りのベースとなっている。
聖使徒経、聖福音経も祈祷書の中に数えられる。聖詠経は、奉神礼の定められた箇所や、永眠した信徒の傍らで詠まれ続ける場面などにおいて、頻繁に用いられる。他にも、神品が用いる祈祷書（奉事経・聖事経）や、詠隊が用いるために編纂された連接歌集（希: εἱρμολόγιον, 露: Ирмологий, 英: Irmologion）などがある。
日本正教会にある日本語訳祈祷書としては、聖詠経、三歌斎経、八調経、時課経、連接歌集が全訳と、月課経の抄録としての祭日経、五旬経の抄録としての五旬経略がある。これらの翻訳には、亜使徒ニコライとパウェル中井木菟麻呂が尽力した。